# 蒂姆·克里
提摩西·詹姆斯·“蒂姆”·克里（Timothy James "Tim" Curry，1946年4月19日—）是英国演员，歌手，作曲家和配音演员，他参加出演各种电影、电视节目，他目前居住在美國洛杉矶。
蒂姆·克里因为出演电影《洛基恐怖秀》中的Dr. Frank-N-Furter而出名，他经常在电影中饰演反派人物。

## 作品
- 1975《洛基恐怖秀》（The Rocky Horror Picture Show）
- 1990《獵殺紅色十月》（The Hunt for Red October）飾 Dr. Petrov
- 1990《靈異魔咒》（It）飾小丑（It）
- 1991《彈指威龍》（Oscar）飾 Dr. Poole
- 1992《小鬼當家2紐約迷途》（Home Alone 2: Lost in New York）飾 Hector
- 1993《重裝武器》（Loaded Weapon）飾 Mr. Jigsaw
- 1994《魅影魔星》（The Shadow）飾 Farley Claymore
- 1995《老爺砲艇少爺兵》（McHale's Navy）飾 Herkermer Homolka
- 1997《剛果 (電影)》（Congo）飾 Maj. Vladikov
- 2000《霹靂嬌娃》（Charlie's Angels)飾柯溫（Roger Corwin）
- 2001《驚聲尖笑2》（Scary Movie 2）飾教授（Professor）
- 2004《引人入性》（Kinsey）飾 Thurman Rice

## 外部連結
- 蒂姆·克里在互联网电影资料库（IMDb）上的資料（英文）
- 互聯網百老匯資料庫（IBDB）上蒂姆·克里的資料（英文）
- TCM电影资料库上蒂姆·克里的资料（英文）
- 在AllMovie上蒂姆·克里的頁面（英文）